# Мединська сільська рада
| Мединська сільська рада — орган місцевого самоврядування у Галицькому районі Івано-Франківської області з адміністративним центром у с. Мединя. Історична дата утворення: в 1940 році. Водоймища на території, підпорядкованій даній раді: річка Лімниця. Сільській раді підпорядковані населені пункти: - с. Мединя — населення 1 511 чол.; площа 10,201 кв.км; |

## Склад ради
Рада складається з 17 депутатів та голови.

### Керівний склад ради
| ПІБ                  | Основні відомості                              | Дата обрання | Дата звільнення |
| -------------------- | ---------------------------------------------- | ------------ | --------------- |
| Стус Іван Васильович | Сільський голова, 1961 року народження, освіта | 26.03.2006   | 31.10.2010      |

Примітка: таблиця складена за даними джерела